# Halophytaceae
Halophytum ameghinoi — вид трав'янистих рослин, ендемічних для Патагонії. Це єдиний вид в роду Halophytum. Це сукулентна однорічна рослина з простими м’ясистими черговими листками. Рослини однодомні, з поодинокими жіночими квітками та суцвіттями чоловічих квіток на одній рослині.
Галофітум іноді відносять до його власної родини Halophytaceae. Наприклад, система APG III 2009 року та система APG II 2003 року розпізнають родину та відносять її до порядку Caryophyllales, хоча система APG 1998 року не розпізнає таку родину, поміщаючи її членів у родину Chenopodiaceae.